# Mohamed Aly Bathily
Pour les articles homonymes, voir Bathily.
Mohamed Aly Bathily, né le 30 mars 1952 est un homme politique et juriste malien. Il fut Ministre de la Justice dans le gouvernement de Oumar Tatam Ly, puis Ministre des Domaines de l’État et des Affaires Foncières et Ministre de l’Urbanisme, de l’Habitat et des Affaires foncières dans les gouvernements de Modibo Keita.

## Biographie
Mohamed Aly Bathily est un homme politique et juriste né le 30 mars 1952 à Bamako. Il fut successivement haut-magistrat, professeur de droit, directeur de cabinet pour trois Ministres de la Justice, ambassadeur du Mali au Sénégal, puis avocat au barreau du Mali.  En Septembre 2013, il est nommé Ministre de la Justice dans le gouvernement Oumar Tatam Ly. Il prit ensuite en charge le Ministère des Domaines de l’État et des Affaires Foncières en janvier 2015, dans le cadre du remaniement opéré à la suite de la nomination de Modibo Keita comme Premier Ministre. Après un nouveau remaniement ministériel, il prend la tête du Ministère de l’Urbanisme, de l’Habitat et des Affaires foncières d'avril 2017 jusqu'à Décembre 2017. Il n'est pas reconduit dans le gouvernement du nouveau Premier Ministre Soumeylou Boubèye Maïga. En juin 2024, le gouvernement malien arrête Mohamed Aly Bathily est annonce des poursuites contre lui. Le 08 juillet, Mohamed Aly Bathily est placé sous mandat de dépôt. 
Mohamed Aly Bathily est originaire du village de Makhana (makhalagare). Marié et père de cinq enfants dont l'animateur et activiste Mohamed Youssouf Bathily. Il a pour loisir la lecture et le sport.

## Expériences
Docteur en droit, Mohamed Ali Bathily est également titulaire d'un diplôme en Administration de la justice. Il a accumulé une riche expérience professionnelle puisqu'il a été magistrat, directeur de l'institut de formation judiciaire, directeur de la législation au ministère de la justice, directeur de cabinet au même ministère, directeur de cabinet du chef de l'État lors de la transition politique de 1991-1992, ambassadeur du Mali au Sénégal, puis fonctionnaire international pour la Francophonie.
Après ces expériences, il revient au Mali et devient avocat, à Bamako. Il sera ensuite nommé successivement Ministre de la Justice, Ministre des Domaines de l’État et des Affaires Foncières, puis Ministre de l’Urbanisme, de l’Habitat et des Affaires foncières sous la présidence d'Ibrahim Boubakar Keita. 
Ces expériences professionnelles l’ont conduit à prendre part activement aux travaux de rédaction : 
- De la « Convention internationale des droits de l’enfant » (co-présidée par le Mali et le Canada) en 1989.
- De la « Convention sur l'Élimination de toutes les formes de Discrimination à l’égard des Femmes » à Pékin, en tant que coordinateur des ONG francophones en 1981.
- Du manuel de procédure et du manuel d’administration de la Cour pénale internationale (New-York), puis de la Conférence diplomatique pour la création de ladite cour à Rome en 1998.
Il a également pris part, au Rwanda et au Burundi, à la réhabilitation du système judiciaire de ces pays – après 1994.
Il a animé, au Bénin, la formation des Forces Armées de la Communauté Économique des États d’Afrique de l’Ouest au droit humanitaire, sur la Convention de Genève et les protocoles additionnels (Protocole I, Protocole II).
Au Mali, il a pris une part active et effective à la finalisation de la rédaction de la Constitution, du Code Électoral et de la Charte des Partis Politiques.